# Duke of Exeter

Wappen des Dukes erster Verleihung

Wappen des Dukes zweiter Verleihung

Wappen der Dukes dritter Verleihung

Duke of Exeter war ein erblicher britischer Adelstitel in der Peerage of England. 

## Verleihungen
Der Titel wurde im England des späten Mittelalters mehrmals vergeben, als Exeter die Hauptstadt von Devon war.
In erster Verleihung wurde der Titel am 29. September 1397 für John Holland, 1. Earl of Huntingdon, den Halbbruder des Königs Richard II., geschaffen. Der Duke war bereits am 2. Juni 1387 zum Earl of Huntingdon erhoben worden. Der Duketitel wurde ihm bereits am 3. November 1399, anlässlich des Sturzes König Richards II., aberkannt. Im Januar 1400 wurde er wegen Verschwörung gegen den neuen König Heinrichs IV. hingerichtet und auch sein Earlstitel aberkannt.
Am 18. November 1416 wurde der Titel in zweiter Verleihung als Life Peerage für Thomas Beaufort, 1. Earl of Dorset, einen Onkel König Heinrichs V. neu verliehen. Dieser war bereits am 5. Juli 1411 zum Earl of Dorset erhoben worden. Die Titel erloschen beim Tod des Dukes am 30. Dezember 1426. Da er keine Erben hinterließ, erlosch auch sein Earldom.
Der Sohn des Dukes erster Verleihung John Holland konnte die königliche Gunst zurückgewinnen. 1417 wurde für ihn der väterliche Titel Earl of Huntington wiederhergestellt, am 6. Januar 1443 wurde ihm der Titel Duke of Exeter neu verliehen. Sein Sohn, Henry Holland, 2. Duke of Exeter wurde 1461 geächtet und seine Adelstitel aberkannt, weil er das Haus Lancaster unterstützt hatte. Der 2. Duke starb 1475 ohne Erben, so dass eine Wiederherstellung für seine Nachkommen nicht mehr in Frage kam. Seitdem wurde der Titel nicht wieder verliehen.

## Duke of Exeter, erste Verleihung (1397)
- John Holland, 1. Duke of Exeter (1352–1400) (Titel aberkannt 1399)

## Duke of Exeter, zweite Verleihung (Life Peerage, 1416)
- Thomas Beaufort, 1. Duke of Exeter (1377–1426)

## Duke of Exeter, dritte Verleihung (1443)
- John Holland, 1. Duke of Exeter (1395–1447)
- Henry Holland, 2. Duke of Exeter (1430–1475) (Titel verwirkt 1461)